# Cage the Elephant
Cage the Elephant es un grupo estadounidense de indie rock y rock alternativo, formado a mediados de 2006 en Bowling Green, Kentucky. El sexteto se caracteriza por su gran energía al tocar en vivo, sobre todo por parte del cantante Matt Shultz.

## Historia

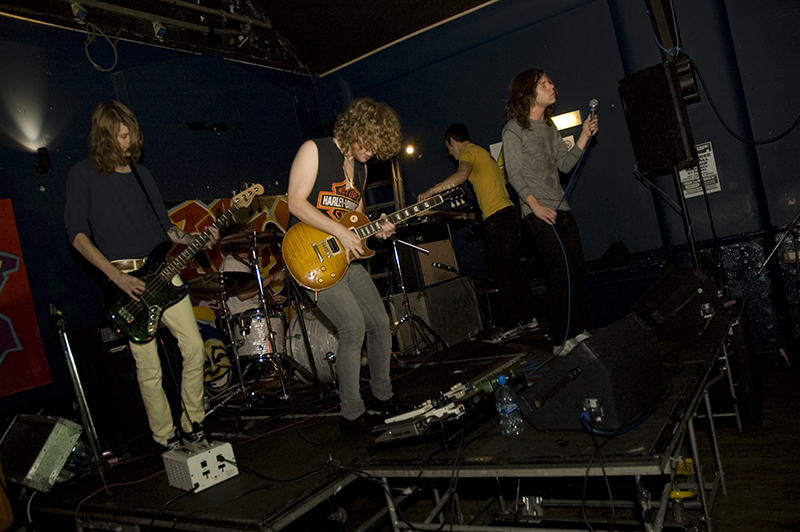
Cage the Elephant durante un concierto en Mánchester, el 21 de octubre de 2007

La banda se formó a mediados de 2006 cuando, Perfect Confusion –banda donde estaban Matt Shultz, Brad Shultz y Jared Champion– se deshiciera. Su primer CD salió a la venta el 23 de junio de 2008 en Reino Unido y el 21 de abril de 2009 en Estados Unidos, Japón, Australia y Canadá. El sencillo «Ain't No Rest for the Wicked» fue el número 32 en la lista de sencillos de Reino Unido.

### Primeros años
Luego de una presentación en vivo en el multitudinario festival South by Southwest en 2007, la banda firmó un contrato con la discografía Relentless, y se trasladó desde su natal Kentucky a Londres, Inglaterra. La razón principal fue su intención de darse a conocer primero en Europa y lograr un público estable antes de lanzarse en Estados Unidos. La banda publicó su primer álbum de estudio y homónimo, Cage the Elephant, el 23 de junio de 2008 en el Reino Unido; el mismo no fue lanzado sino hasta el 29 de abril de 2009 en Estados Unidos, Japón, Australia y Canadá. De ese álbum, el sencillo «Ain´t No Rest for the Wicked» fue el que logró mayor trascendencia al formar parte de la música de Borderlands, videojuego desarrollado por Gearbox Software.
A principios de 2008, Cage the Elephant fue telonero de The Pigeon Detectives, y en 2009 acompañaron en una gira por Estados Unidos a Silversun Pickups y Manchester Orchestra.

### Thank You, Happy Birthday(2011-2012)
El 11 de enero de 2011, su segundo álbum Thank You, Happy Birthday fue lanzado oficialmente. Cage the Elephant se presentó esa misma noche en el programa televisivo estadounidense The Late Show with David Letterman, donde pudieron tocar en vivo sus nuevas canciones «Shake me Down» y «Around My Head». El segundo álbum fue una «bocanada de aire fresco» de acuerdo a lo expresado por el cantante Matt Schultz, y que significó un crecimiento emocional y profesional para la banda.
El video musical del sencillo «Shake Me Down» recibió una nominación en los premios MTV Video Music Awards 2011, celebrados el 28 de agosto, en la categoría Mejor vídeo rock. Compartió rubro con Foster the People, Mumford & Sons, The Black Keys y Foo Fighters; este último se alzó finalmente con la victoria por el videoclip de «Walk».

### Melophobiay el éxito comercial (2013-2015)
Luego del éxito que supuso su anterior álbum Thank You, Happy Birthday, la banda se puso en marcha para la grabación de su nuevo álbum Melophobia, que significa "miedo a la música". El primer sencillo "Come a little closer" fue lanzado el 8 de agosto de 2013, el álbum fue lanzado al público el 3 de octubre de 2013. Recibió reseñas bastante favorables y fue un éxito comercial debutando en el puesto 15 en las tablas de álbumes del Billboard 200, también alcanzó el puesto 6 en las tablas de álbum de rock y álbum alternativo.
Este álbum los llevó a ser nominados al Mejor Álbum de Música Alternativa en los Premios Grammy de 2015.

### En vivo
Han tenido apariciones en festivales como Lollapalooza y Bonnaroo. Se presentaron el 16 de abril de 2011 en el Festival de Música y Artes de Coachella Valley.
En su gira por Estados Unidos fueron teloneros de Foo Figthers. Esta gira se volvió famosa debido a que el baterista de Cage The Elephant sufrió de apendicitis y no pudo participar en un concierto. Para no tener que cancelar como teloneros Dave Grohl (cantante de Foo Figthers y exbaterista de Nirvana) se ofreció para reemplazarlo, antes de su recital.

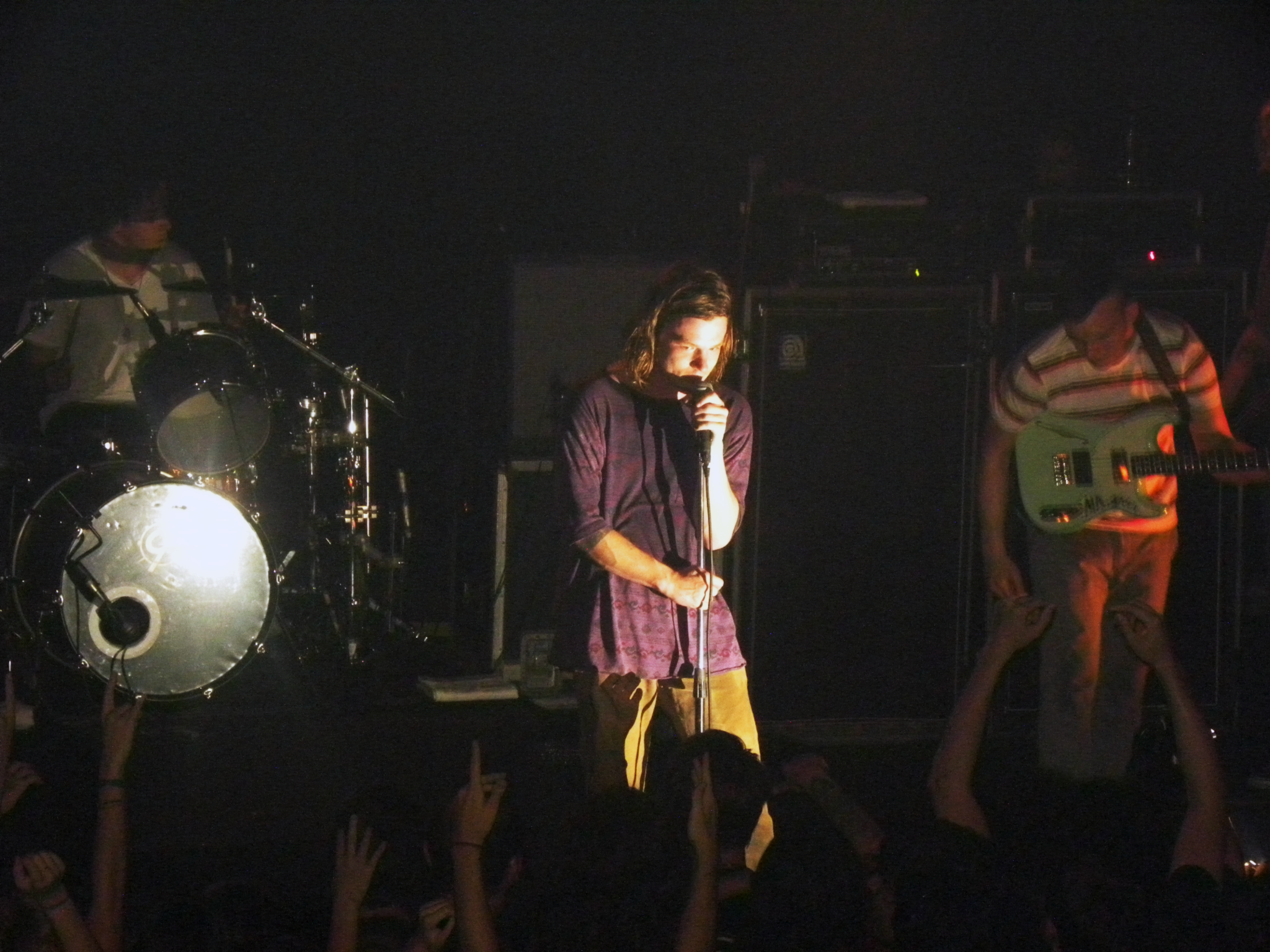
Cage the Elephant, tocando en vivo en La Trastienda Club, Argentina el 1 de abril de 2012

La gira de 2012 se destaca por ser la primera vez que se incluyó a países de Hispanoamérica; la banda primero visitó Costa Rica en el Festival Imperial, seguido de Brasil y Chile en sus respectivos festivales Lollapalooza y Argentina con dos fechas, una de ellas con participación en el festival multitudinario Quilmes Rock.
Se presentaron en México en el festival Corona Capital en 2017.
En los 59th Grammy el 12 de febrero de 2017, por el álbum Tell me I'm pretty, ganaron categoría al Mejor Álbum Rock.

## Miembros
- Matt Shultz – voz, guitarra
- Nick Bockrath – guitarra principal, coros
- Brad Shultz – guitarra rítmica, teclados
- Daniel Tichenor – bajo, coros
- Jared Champion – batería, percusión
- Matthan Minster teclados, guitarra, coros

## Discografía

### Álbumes de estudio
| 2008                                   | Cage the Elephant - Lanzamiento: 23 de junio de 2008 - Discográfica (s): Relentless/Red Ink | 59 | 18 | 23 | —  | 38  |
| 2011                                   | Thank You, Happy Birthday - Lanzamiento: 11 de enero de 2011 - Discográfica: Jive           | 2  | 2  | 2  | 7  | 26  |
| 2013                                   | Melophobia - Lanzamiento: 8 de octubre de 2013 - Discográfica: RCA                          | 15 | 6  | 6  | 21 | 117 |
| 2015                                   | Tell Me I'm Pretty - Lanzamiento: 18 de diciembre de 2015 - Discográfica: RCA Records       | 26 | —  | —  | 30 | —   |
| 2017                                   | Unpeeled - Lanzamiento: 25 de agosto de 2017 - Discográfica: RCA                            | 61 | 9  | 11 | 50 | —   |
| 2019                                   | Social Cues - Lanzamiento: 19 de abril de 2019 - Discográfica: RCA                          | ?  | 1  | 2  | ?  | ?   |
| 2024                                   | Neon Pill - Lanzamiento: 17 de mayo de 2024 - Discográfica: RCA                             | —  | —  | —  | —  | —   |
| "—" denota que no entró en las listas. |                                                                                             |    |    |    |    |     |

### Sencillos
| Año                                    | Título                         | Mejores posiciones en las listas | Mejores posiciones en las listas | Mejores posiciones en las listas | Mejores posiciones en las listas | Mejores posiciones en las listas | Mejores posiciones en las listas | Mejores posiciones en las listas | Certificaciones   |                   |                   |                   |
| Año                                    | Título                         | USA                              | USA Main                         | USA Alt                          | USA Rock                         | CAN                              | MEX Air.                         | UK                               | Certificaciones   |                   |                   |                   |
| Cage the Elephant                      | Cage the Elephant              | Cage the Elephant                | Cage the Elephant                | Cage the Elephant                | Cage the Elephant                | Cage the Elephant                | Cage the Elephant                | Cage the Elephant                | Cage the Elephant | Cage the Elephant | Cage the Elephant | Cage the Elephant |
| -------------------------------------- | ------------------------------ | -------------------------------- | -------------------------------- | -------------------------------- | -------------------------------- | -------------------------------- | -------------------------------- | -------------------------------- | ----------------- | ----------------- | ----------------- | ----------------- |
| 2007                                   | «Free Love»                    | —                                | —                                | —                                | —                                | —                                | —                                | —                                |                   |                   |                   |                   |
| 2009                                   | «Ain't No Rest for the Wicked» | 83                               | 8                                | 3                                | 6                                | 42                               | —                                | 32                               | - USA: Platino    |                   |                   |                   |
| 2009                                   | «Back Against the Wall»        | —                                | 26                               | 1                                | 12                               | 56                               | —                                | 127                              |                   |                   |                   |                   |
| 2010                                   | «In One Ear»                   | —                                | 20                               | 1                                | 3                                | —                                | —                                | 51                               |                   |                   |                   |                   |
| Thank You, Happy Birthday              |                                |                                  |                                  |                                  |                                  |                                  |                                  |                                  |                   |                   |                   |                   |
| 2010                                   | «Shake Me Down»                | 78                               | 10                               | 1                                | 1                                | 51                               | —                                | 55                               |                   |                   |                   |                   |
| 2011                                   | «Around My Head»               | —                                | —                                | 15                               | 27                               | —                                | —                                | —                                |                   |                   |                   |                   |
| 2011                                   | «Aberdeen»                     | —                                | —                                | 7                                | 22                               | —                                | 40                               | —                                |                   |                   |                   |                   |
| 2012                                   | «Always Something»             | —                                | —                                | 39                               | —                                | —                                | —                                | —                                |                   |                   |                   |                   |
| Melophobia                             |                                |                                  |                                  |                                  |                                  |                                  |                                  |                                  |                   |                   |                   |                   |
| 2013                                   | «Come a Little Closer»         | 107                              | 10                               | 1                                | 15                               | 72                               | 41                               | —                                |                   |                   |                   |                   |
| 2014                                   | «Take It or Leave It»          | —                                | —                                | 12                               | 46                               | —                                | 39                               | —                                |                   |                   |                   |                   |
| 2014                                   | «Spiderhead»                   | —                                | —                                | —                                | —                                | —                                | 50                               | —                                |                   |                   |                   |                   |
| 2014                                   | «Cigarette Daydreams»          | 104                              | 40                               | 1                                | 9                                | —                                | —                                | —                                |                   |                   |                   |                   |
| Tell Me I'm Pretty                     |                                |                                  |                                  |                                  |                                  |                                  |                                  |                                  |                   |                   |                   |                   |
| 2015                                   | «Mess Around»                  | —                                | —                                | —                                | —                                | —                                | —                                | —                                |                   |                   |                   |                   |
| "—" denota que no entró en las listas. |                                |                                  |                                  |                                  |                                  |                                  |                                  |                                  |                   |                   |                   |                   |